# Lijst van voetbalinterlands Malta - Tsjecho-Slowakije
Deze lijst van voetbalinterlands is een overzicht van alle officiële voetbalwedstrijden tussen de nationale teams van Malta en Tsjecho-Slowakije. De landen hebben twee keer tegen elkaar gespeeld. De eerste ontmoeting was een kwalificatiewedstrijd voor het Wereldkampioenschap voetbal 1986 in Praag op 31 oktober 1984. Het laatste duel, de returnwedstrijd in dezelfde kwalificatiereeks, vond plaats op 21 april 1985 in Ta' Qali.

## Wedstrijden
| № | Plaats   | Datum           | Competitie           | Wedstrijd                 | Uitslag |
| - | -------- | --------------- | -------------------- | ------------------------- | ------- |
| 1 | Praag    | 31 oktober 1984 | WK 1986 kwalificatie | Tsjecho-Slowakije − Malta | 4 − 0   |
| 2 | Ta' Qali | 21 april 1985   | WK 1986 kwalificatie | Malta − Tsjecho-Slowakije | 0 − 0   |

## Samenvatting
| Competitie      | Totaal gespeeld | Winst Malta | Gelijk | Winst Tsjecho-Slowakije | Doelsaldo Malta – Tsjecho-Slowakije |
| --------------- | --------------- | ----------- | ------ | ----------------------- | ----------------------------------- |
| WK-kwalificatie | 2               | 0           | 1      | 1                       | 0 − 4                               |
| Totaal          | 2               | 0           | 1      | 1                       | 0 − 4                               |